# ISO 3166-2:KR
La ISO 3166-2:KR es la entrada para Corea del Sur (oficialmente República de Corea), en ISO 3166-2, parte de los códigos de normalización ISO 3166 publicados por la Organización Internacional de Normalización (ISO), que define los códigos para los nombres de las principales subdivisiones (p.ej., provincias o estados) de todos los países codificados en ISO 3166-1.
Actualmente, los códigos ISO 3166-2 de Corea del Sur están definidos para 1 ciudad especial, 6 ciudades metropolitanas, 8 provincias, 1 provincia especial autogobernada y 1 ciudad especial autogobernada.  Todas ellas son subdivisiones del nivel de la provincia.
Cada código consiste en dos partes separadas por un guion. La primera parte es KR, el código ISO 3166-1 alfa-2 de Corea del Sur. La segunda parte está compuesta por dos dígitos:
- 11: ciudad especial
- 26–31: ciudades metropolitanas
- 41–48: provincias
- 49: provincia especial autogobernada
- 50: ciudad especial autogobernada

## Códigos actuales
Los nombres de las subdivisiones se ordenan según el estándar ISO 3166-2 publicado por la Agencia de Mantenimiento ISO 3166 (ISO 3166/MA).
Pulsa sobre el botón en la cabecera para ordenar cada columna.
| Código | Hangul         | Hanja          | Romanización revisada | McCune-Reischauer       | Nombre en castellano  | Categoría de la subdivisión |
| ------ | -------------- | -------------- | --------------------- | ----------------------- | --------------------- | --------------------------- |
| KR-11  | 서울특별시     | 서울特別市     | Seo-ul teukbyeolsi    | Sŏul t'ŭkpyŏlsi         | Seúl                  | Ciudad especial capital     |
| KR-26  | 부산광역시     | 釜山廣域市     | Busangwang-yeoksi     | Pusankwang'yŏksi        | Busan                 | Municipio metropolitano     |
| KR-27  | 대구광역시     | 大邱廣域市     | Daegugwang-yeoksi     | Taegukwang'yŏksi        | Daegu                 | Municipio metropolitano     |
| KR-28  | 인천광역시     | 仁川廣域市     | Incheongwang-yeoksi   | Inch'ŏnkwang'yŏkshi     | Incheon               | Municipio metropolitano     |
| KR-29  | 광주광역시     | 光州廣域市     | GGwangjugwang-yeoksi  | Kwangjukwang'yŏksi      | Gwangju               | Municipio metropolitano     |
| KR-30  | 대전광역시     | 大田廣域市     | Daejeongwang-yeoksi   | Taejŏnkwang'yŏksi       | Daejeon               | Municipio metropolitano     |
| KR-31  | 울산광역시     | 蔚山廣域市     | Ulsangwang-yeoksi     | Ulsankwang'yŏksi        | Ulsan                 | Municipio metropolitano     |
| KR-41  | 경기도         | 京畿道         | Gyeonggi-do           | Kyŏnggi-do              | Gyeonggi              | Provincia                   |
| KR-42  | 강원도         | 江原道         | Gangwon-do            | Kangwŏn-do              | Gangwon               | Provincia                   |
| KR-43  | 충청북도       | 忠清北道       | Chungcheongbuk-do     | Ch'ungch'ŏng-pukto      | Chungcheong del Norte | Provincia                   |
| KR-44  | 충청남도       | 忠清南道       | Chungcheongnam-do     | Ch'ungch'ŏng-namdo      | Chungcheong del Sur   | Provincia                   |
| KR-45  | 전라북도       | 全羅北道       | Jeollabuk-do          | Chŏllapuk-to            | Jeolla del Norte      | Provincia                   |
| KR-46  | 전라남도       | 全羅南道       | Jeollanam-do          | Chŏllanam-do            | Jeolla del Sur        | Provincia                   |
| KR-47  | 경상북도       | 慶尙北道       | Gyeongsangbuk-do      | Kyŏngsang-pukto         | Gyeongsang del Norte  | Provincia                   |
| KR-48  | 경상남도       | 慶尙南道       | Gyeongsangnam-do      | Kyŏngsang-namdo         | Gyeongsang del Sur    | Provincia                   |
| KR-49  | 제주특별자치도 | 濟州特別自治道 | Jeju teukbyeoljachido | Cheju T'ŭkpyŏlchach'ido | Jeju                  | Provincia autónoma especial |

## Cambios
Los siguientes cambios de entradas han sido anunciados en los boletines de noticias emitidos por el ISO 3166/MA desde la primera publicación del ISO 3166-2 en 1998, cesando esta actividad informativa en 2013.
| Informe     | Fecha de emisión | Descripción del cambio reportado                                         |
| ----------- | ---------------- | ------------------------------------------------------------------------ |
| Boletín I-1 | 2000-06-21       | Corrección de 1 error ortográfico. Se actualiza la fuente de información |